# Хронология истории Кишинёва
Статья описывает историю Кишинёва в хронологическом порядке.

## До XX века
- 17 июля 1436 года — город впервые упоминается в исторических документах[1].
- 1739 год — город сжигался во время русско-турецкой войны[2].
- 1752 год — строительство Церкви Покрова Божьей Матери (Мазаракиевская церковь)[3].
- 1777 год — строительство церкви Святых Константина и Елены
- 1788 год — город второй раз сжигался во время русско-турецкой войны[2].
- 1813 год — открыта духовная семинария.
- 1815 год — построен православный храм Всех Святых
- 1818 год
  - Кишинёв получает официальный статус города
  - становится центром Бессарабской области[4].
  - началась плановая застройка города.
  - избрана городская дума Кишинёва.
- 1819 год —  создан магистрат, возглавляемый бургомистром и двумя ратманами (просуществовал до 1866 года).
- 1825 год — открыт Новый базар.
- 1833 год
  - открыта областная гимназия.
  - построена немецкая лютеранская церковь св. Николая.
- 1834 год — утверждён генеральный план развития города.
- 1840 год — на центральной площади в честь побед русской армии над турками была установлена Триумфальная арка.
- 1855 год — открыт Ильинский базар (существовал до 1970 года).
- 1871 год
  - построены основные сооружения железнодорожного вокзала.
  - открыто сообщение по Тираспольско-Кишиневскому участку железной дороги.
- 1873 год — становится центром Бессарабской губернии.
- 1880 год
  - открыт первый в Бессарабии музей.
  - создан первый революционный рабочий кружок
- 1881 год — открыто Александровское ремесленное училище.
- 1885 год — был установлен памятник А. С. Пушкину работы скульптора А. М. Опекушина.
- 1896 год —  возник социал-демократический кружок

## XX век
- 1902 год  — образовался комитет РСДРП.
- 1903 год — Кишинёвский погром[5].
- 1905 год — строительство первого артезианского колодца кишинёвского водопровода.
- 1913 год — строительство Хоральной Синагоги.
- 27 марта 1918 года — Кишинёв вошёл в состав Румынии.
- 1919 год — была создана Муниципальная Консерватория.
- 1927 год — открыт Теологический факультет.
- 1934 год — открыт филиал Румынского Института социальных наук.
- 1939 год — открыта муниципальная пинакотека.
- 1940 год
  - 28 июня — советские войска вошли в Кишинёв.
  - 2 августа — сформирована Молдавская Советская Социалистическая Республика со столицей в Кишинёве.
  - 23 августа — создан Педагогический университет.
  - ноябрь — открыт Государственный музей изобразительных искусств.
  - произошло землетрясения . Серафимовский дом был полностью разрушен.
- 20-29 августа 1944 года — Ясско-Кишинёвская операция[6].
- 1946 год — создан Кишинёвский Государственный Университет.
- 1948 год — построено нынешнее здание вокзала.
- 1949 год — основана Академия наук МССР.
- 1957 год — открытие Аллеи Классиков молдавской литературы.
- 1960 году — создан театр «Лучафэрул».
- 1965 год — открыт кинотеатр «Москова».
- 1966 год — город награждён орденом Ленина.
- 15 мая 1970 года — Катастрофа Ан-10 в Кишинёве[7].
- 8 августа 1970 года — Катастрофа Ан-10 под Кишинёвом[8].
- 1981 год — построена канатная дорога (сдана в эксплуатацию в 1990 году).
- 1982 год — открыт Молдавский Госцирк.
- 1991 год
  - 23 мая — Парламент изменил название Советская Социалистическая Республика Молдова на Республика Молдова.
  - 8 августа — Исполнительный комитет городского Совета депутатов Кишинёва принял решение вернуть герб времён королевской Румынии.
  - 27 августа — принята декларация независимости Республики Молдова, которая провозгласила Молдову суверенным государством со столицей в Кишинёве.
- 11 июня 1998 года — Флаг Кишинёва утверждён муниципалитетом[9].

## XXI век
- 12 апреля 2009 год — Массовые беспорядки в Кишинёве[10].
- 7 июля 2011 года — парламент Республики Молдова принял решение об упразднении должности Муниципального совета Кишинёва.
- 2017 год —  население города Кишинёв составляло 685,9 тысяч.